# Malthodes medvedevi
Malthodes medvedevi es una especie de coleóptero de la familia Cantharidae.

## Distribución geográfica
Habita en Rusia.